# جوناثان بار جيورا
جوناثان بار جيورا (بالعبرية: יונתן בר גיורא‏) (و. 1962 – م) هو موسيقي، وملحن، وممثل، وعازف بيانو من إسرائيل . ولد في القدس .

## روابط خارجية
- جوناثان بار جيورا على موقع IMDb (الإنجليزية)
- جوناثان بار جيورا على موقع ميوزك برينز (الإنجليزية)
- جوناثان بار جيورا على موقع قاعدة بيانات الفيلم (الإنجليزية)